# Upptäckaren
Upptäckaren (originalets titel: Oppdageren) är en roman av Jan Kjærstad som utkom 1999 på förlaget Aschehoug. Den utkom på svenska 2001 i översättning av Inge Knutsson på bokförlaget Atlantis. Romanen belönades med Nordiska rådets litteraturpris 2001 och är den tredje och avslutande boken i trilogin om TV-profilen Jonas Wergeland. År 2012 filmatiserades trilogin under namnet Erövraren.